# Jackson Robert Scott
Jackson Robert Scott (Phoenix, 18 settembre 2008) è un attore statunitense.

## Biografia
Scott nasce a Phoenix, in Arizona.
Ha fatto parte del programma di recitazione CGTV in cui ha imparato molte delle sue tecniche di recitazione. Durante il programma CGTV, ha lavorato con attori di Nickelodeon e Disney, nonché con Adrian R'Mante, il fondatore di CGTV. È stato scoperto da un'agenzia di alto livello qualche tempo dopo aver trascorso la sua esperienza con la CGTV e ha iniziato a fare audizioni e registrarsi per programmi televisivi di alto livello.

### Carriera
Scott ha ottenuto il suo primo ruolo nel 2015 in Criminal Minds, una serie TV in prima serata. Scott è stato scelto per il quarto episodio della stagione 11, intitolato Fuorilegge, nel ruolo di Cole Vasquez. L'episodio è andato in onda il 21 ottobre 2015. Ha anche interpretato un personaggio secondario in un episodio di Fear the Walking Dead intitolato Teotwawki, interpretando la versione per bambini del personaggio Troy Otto.
Nel 2016 Scott è stato scelto per interpretare Georgie Denbrough nel film  It, adattamento cinematografico dell'omonimo romanzo di Stephen King. Georgie è un personaggio che Pennywise il clown danzante perseguita all'inizio del film. poiché era una brava persona nella vita reale. Scott ha partecipato alla première del film al Grauman Chinese Theater. Ha ripreso il ruolo di Georgie nel sequel, It - Capitolo due, che è stato distribuito nelle sale a partire dal 6 settembre 2019.
Scott è stato scelto per il ruolo di Troy per il cortometraggio Skin (2018), diretto da Guy Nattiv, che ha vinto l'Oscar per il miglior cortometraggio ai 91° Academy Awards.
Continuando nel genere horror, Scott ha interpretato il ruolo principale di Miles Blume nel film The Prodigy - Il figlio del male del 2019, diretto da Nicholas McCarthy. Questo ha segnato il suo primo ruolo da protagonista in un film recitando insieme a Taylor Schilling.
Andrés Muschietti aveva assunto Scott per far parte del suo pilot di un'ora della serie Locke & Key per Hulu come uno dei giovani attori principali al fianco di Frances O'Connor. Ha interpretato la parte di Bode Locke, il più giovane dei fratelli. Hulu ha trasmesso il pilota, ma ha successivamente rifiutato di portare avanti il progetto della serie. Tuttavia Netflix in seguito decise di riprendere in mano il progetto ingaggiando un nuovo cast, mantenendo però Scott nel ruolo di Bode.. La prima stagione è stata trasmessa su Netflix il 7 febbraio 2020.  Gli sceneggiatori dello show hanno incontrato Jackson durante le riprese in modo da poter incorporare aspetti della sua personalità nella vita reale nel personaggio di Bode..
Nel 2018, Scott è stato scelto per il ruolo di Tate Millikin per il film indipendente Gossamer Folds, diretto da Lisa Donato. È co-protagonista con Alexandra Gray e Shane West. Il film è prodotto da Yeardley Smith.

## Vita privata
Jackson Robert Scott ha una sorella.

## Filmografia

### Attore

#### Cinema
- It, regia di Andrés Muschietti (2017)
- The Prodigy - Il figlio del male (The Prodigy), regia di Nicholas McCarthy (2019)
- It - Capitolo due (It: Chapter Two), regia di Andrés Muschietti (2019)
- Gossamer Folds, regia di Lisa Donato (2020)
- Rising, regia di Dylan Doornbos Hayes – cortometraggio (2020)
- Jesus Revolution, regia di Jon Erwin (2023)

#### Cortometraggi
- Skin, regia di Guy Nattiv – cortometraggio (2018)

#### Televisione
- Criminal Minds – serie TV, episodio 11x04 (2015)
- Fear the Walking Dead – serie TV, episodio 3x03 (2017)
- Locke & Key – serie TV, 12 episodi (2020-2022)

## Doppiatori italiani
Nelle versioni in italiano delle opere in cui ha recitato, Jackson Robert Scott è stato doppiato da:
- Gabriele Meoni in It, The Prodigy - Il figlio del male
- Alessio Aimone in It - Capitolo due
- Arturo Sorino in Locke & Key

## Riconoscimenti
- 2017 – BAM Awards
  - Miglior Cast per It
- 2019 – BAM Awards
  - Miglior Cast per It - Capitolo due
- 2019 – Castrovillari Film Festival
  - Miglior attore per Skin
- 2020 – Fangoria Chainsaw Awards
  - Candidatura Miglior attore non protagonista per The Prodigy - Il figlio del male
- 2021 – Kingston Reelout Film Festival
  - Outstanding Lead Performance per Gossamer Folds